# Fraga (Gerichtsbezirk)
Der Gerichtsbezirk Fraga ist einer der sechs Gerichtsbezirke in der Provinz Huesca.
Der Bezirk umfasst 16 Gemeinden auf einer Fläche von 1.513,20 km² mit dem Hauptquartier in Fraga.

## Gemeinden
| Gemeinde             | Einwohner (2024) | Fläche km² | Dichte Einw./km² | Cod INE | Postleitzahl |
| -------------------- | ---------------- | ---------- | ---------------- | ------- | ------------ |
| Albalate de Cinca    | 1.142            | 44,23      | 26               | 22007   | 22534        |
| Alcolea de Cinca     | 1.109            | 83,24      | 13               | 22017   | 22410        |
| Ballobar             | 864              | 127,73     | 7                | 22046   | 22234        |
| Belver de Cinca      | 1.270            | 82,63      | 15               | 22052   | 22533        |
| Candasnos            | 422              | 122,45     | 3                | 22077   | 22591        |
| Chalamera            | 131              | 11,50      | 11               | 22094   | 22233        |
| Esplús               | 664              | 73,00      | 9                | 22099   | 22535        |
| Fraga                | 15.390           | 437,64     | 35               | 22112   | 22520        |
| Ontiñena             | 513              | 136,96     | 4                | 22165   | 22232        |
| Osso de Cinca        | 652              | 27,66      | 24               | 22167   | 22532        |
| Peñalba              | 695              | 156,70     | 4                | 22172   | 22592        |
| Torrente de Cinca    | 1.148            | 56,80      | 20               | 22234   | 22590        |
| Valfarta             | 54               | 33,20      | 2                | 22242   | 22223        |
| Velilla de Cinca     | 507              | 16,54      | 31               | 22245   | 22528        |
| Vencillón            | 393              | 10,37      | 38               | 22909   | 22549        |
| Zaidín               | 1.785            | 92,55      | 19               | 22254   | 22530        |
| Gerichtsbezirk Fraga | 26.739           | 1.513,20   | 18               | –       | –            |